# Las Palomas, Hidalgotitlán
Las Palomas är en ort i Mexiko.   Den ligger i kommunen Hidalgotitlán och delstaten Veracruz, i den sydöstra delen av landet, 500 km öster om huvudstaden Mexico City. Las Palomas ligger 11 meter över havet och antalet invånare är 333.
Terrängen runt Las Palomas är mycket platt. Runt Las Palomas är det ganska glesbefolkat, med 29 invånare per kvadratkilometer. Närmaste större samhälle är Hidalgotitlán, 4,9 km söder om Las Palomas. Omgivningarna runt Las Palomas är en mosaik av jordbruksmark och naturlig växtlighet.